# Psicologia industrial e organizacional
A psicologia industrial e organizacional (psicologia I-O) é a ciência do comportamento humano no local de trabalho e na interface trabalho-vida. É uma disciplina aplicada dentro da psicologia. Dependendo do país ou região do mundo, a psicologia I-O também é conhecida como psicologia ocupacional no Reino Unido, psicologia organizacional na Austrália e Nova Zelândia e psicologia do trabalho e organizacional (T-O) na Europa e no Brasil. A psicologia industrial, do trabalho e organizacional (I-T-O) é o termo mais amplo e global para a ciência e a profissão.
Os psicólogos I-O são treinados no modelo cientista-praticante. Como um campo aplicado, a disciplina envolve pesquisa e prática e os psicólogos de I-O aplicam teorias e princípios psicológicos às organizações e aos indivíduos dentro delas. Eles contribuem para o sucesso de uma organização melhorando o desempenho no trabalho, o bem-estar, a motivação, a satisfação no trabalho e a saúde e segurança dos funcionários.
Um psicólogo I-O realiza pesquisas sobre comportamentos e atitudes dos funcionários e como eles podem ser melhorados por meio de processos de recrutamento, programas de treinamento, retroalimentação e sistemas de gerenciamento. A pesquisa e a prática da psicologia I-O também incluem a interface trabalho-não-trabalho, como seleção e transição para uma nova carreira, esgotamento ocupacional, desemprego, aposentadoria e conflito e equilíbrio trabalho-família.
A psicologia I-O é uma das dezessete especialidades profissionais reconhecidas pela Associação Americana de Psicologia (AAP). Nos Estados Unidos, a profissão é representada pela Divisão 14 da APA e é formalmente conhecida como Sociedade de Psicologia Industrial e Organizacional (SPIO). Sociedades semelhantes de psicologia IO podem ser encontradas em muitos países. Em 2009, a Alliance for Organizational Psychology foi formada e é uma federação de sociedades de Psicologia do Trabalho, Industrial e Organizacional e "parceiros de rede" de todo o mundo. A Declaração de Identidade para a Aliança "visa criar uma base de quem são os Psicólogos Industriais, do Trabalho e Organizacionais (PITO), quem são suas partes interessadas e clientes e o que eles podem contribuir para as organizações para garantir trabalhadores saudáveis e de alto desempenho".

## Internacional
A psicologia I-O é uma ciência e profissão internacional e, dependendo da região do mundo, é referida por nomes diferentes. Na América do Norte e no Canadá, o termo psicologia "I-O" é usado; no Reino Unido, o campo é conhecido como psicologia ocupacional. A psicologia ocupacional no Reino Unido é um dos nove "títulos protegidos" dentro das profissões de "psicólogo praticante". A profissão é regulamentada pelo Health and Care Professions Council. No Reino Unido, programas de pós-graduação em psicologia, incluindo psicologia ocupacional, são credenciados pela British Psychological Society.
Na Austrália, o título de "psicólogo organizacional" é protegido por lei e regulamentado pela Australian Health Practitioner Regulation Agency (AHPRA). A psicologia organizacional é uma das nove áreas de endosso especializado para a prática da psicologia na Austrália.
Na Europa, alguém com um certificado de especialista EuroPsy em Psicologia Organizacional e do Trabalho é um psicólogo totalmente qualificado e especialista na área de psicologia do trabalho. Os psicólogos industriais e organizacionais que atingem o padrão EuroPsy são registrados no Registro de Psicólogos Europeus. A psicologia I-O é uma das três principais especializações de psicologia na Europa.
Na África do Sul, a psicologia industrial é uma categoria de registro para a profissão de psicólogo conforme regulamentado pelo Conselho de Profissões de Saúde da África do Sul (CPSAS).
Em 2009, a Alliance for Organizational Psychology foi formada e é uma federação de sociedades de Psicologia do Trabalho, Industrial e Organizacional e "parceiros de rede" de todo o mundo. Em 2021, a Divisão de Psicologia Ocupacional (DOP) da British Psychological Society (BPS) e a Faculdade de Psicologia Organizacional da Australian Psychological Society (APS) juntaram-se à Alliance. Atualmente, a Alliance tem organizações membros que representam psicologia industrial, do trabalho e organizacional e psicólogos da I-T-O da Austrália, Grã-Bretanha, Brasil, Canadá, Chile, Europa, Alemanha, Hong Kong, Japão, Holanda, Nova Zelândia, Singapura, África do Sul e Estados Unidos.